# Харченко, Александр Корнеевич
Александр Корнеевич Харченко (5 декабря 1918, село Кищина Слобода, ныне Борисовского района Минской области Беларусь — 12 августа 1944, Мрочки ныне сельской гмины Тшчанне, Монькский повят, Подляское воеводство, Польша) — участник Великой Отечественной войны, разведчик 364-го стрелкового полка 139-й стрелковой Рославльской Краснознамённой ордена Суворова дивизии 50-й армии 2-го Белорусского фронта, Герой Советского Союза (1945), старшина.

## Биография
Родился 5 декабря 1918 года в семье крестьянина. Русский. В 1927 году в девятилетнем возрасте с родителями приехал в посёлок Ужур (ныне город Ужурского района Красноярского края).
В 1935 году окончил шесть классов и поступил работать рабочим 10-й дистанции пути на станцию Ужур.
В 1938 году был призван в ряды Красной армии, где в 1939 году вступил в комсомол.
Демобилизовался в 1940 году по болезни.
После возвращения работал заведующим Ужурского районного дома культуры.
В марте 1942 года был призван в Красную армию.
С 12 июня 1944 года Харченко в действующей армии на 2-м Белорусском фронте.
27 июня 1944 года разведчик 364-го стрелкового полка 139-й стрелковой дивизии 50-й армии старшина Харченко в составе группы, в которую входили — старший лейтенант Мельнов, младший лейтенант Пайков, старшина Кириллов, старшина Халманов, младший сержант Иванов, под сильным огнём противника на подручных средствах преодолел реку Днепр в районе деревни Буйничи Могилёвского района Могилёвской области Белорусской ССР, захватил плацдарм на противоположном берегу. Огнём автоматов и гранатами группа разведчиков уничтожила огневые точки противника, чем обеспечила переправу всего батальона на правый берег Днепра. С захватом плацдарма на одном из домов деревни Буйничи был установлен красный флаг, который воодушевил советских воинов и внёс замешательство в стан врагов. 2 июля 1944 года командиром 364-го стрелкового полка подполковником Петровым старшина Харченко был представлен к присвоению звания Героя Советского Союза.
с 19 по 20 июня 1944 года в боях за деревню Погораны Гродненского района Гродненской области командир отделения пешей разведки 1-го стрелкового батальона 364-го стрелкового полка 139-й стрелковой дивизии старшина Харченко лично уничтожил 7 немецких солдат и одного немецкого офицера, при контратаке противника участвовал в её отражении.
12 августа 1944 года кандидат в члены ВКП(б) старшина Харченко погиб в боях за город-крепость Осовец Польша. Похоронен на юго-западной окраине села Мрыки (пол. Mroczki), ныне сельской Гмины Тшчанне (пол. Gmina Trzcianne), Монькский повят, Подляское воеводство, Польша.
22 августа 1944 года командиром 364-го стрелкового полка подполковником Петровым старшина Харченко был представлен посмертно к ордену Славы III степени.
7 сентября 1944 года приказом по 139-й стрелковой дивизии № 031/н старшина Харченко награждён орденом Славы III степени посмертно.
24 марта 1945 года Указом Президиума Верховного Совета СССР за образцовое выполнение боевых заданий командования на фронте борьбы с немецко-фашистскими захватчиками и проявленные при этом мужество и героизм старшине Харченко Александру Корнеевичу присвоено звание Героя Советского Союза с вручением ордена Ленина и медали «Золотая Звезда» посмертно.

## Награды
- Медаль «Золотая Звезда» Героя Советского Союза № 5422 (24.03.1945);
- орден Ленина (24.03.1945);
- орден Славы III степени (07.09.1944).

## Память
- Имя Героя высечено золотыми буквами в зале Славы Центрального музея Великой Отечественной войны в Парке Победы города Москва.
- В 1967 году улица Пролетарская города Ужура Ужурского района Красноярского края переименована в улицу Харченко.
- Имя Харченко присвоено средней школе № 1 города Ужур.
- В городе Ужур установлен бюст Харченко.